# Hydrophyllum
Hydrophyllum es un género de plantas con flores perteneciente a la familia Boraginaceae.  Comprende 31 especies descritas y de estas, solo 2 aceptadas.

## Taxonomía
El género fue descrito por Carlos Linneo y publicado en Species Plantarum 1: 146. 1753. La especie tipo es: Hydrophyllum virginianum L.

## Especies aceptadas
A continuación se brinda un listado de las especies del género Hydrophyllum aceptadas hasta septiembre de 2013, ordenadas alfabéticamente. Para cada una se indica el nombre binomial seguido del autor, abreviado según las convenciones y usos.
- Hydrophyllum canadense L.
- Hydrophyllum occidentale (S. Watson) A. Gray
- Hydrophyllum tenuipes A.Heller